# Усадьба Разумовского на Яузе
Не путать с усадьбой Разумовского на Воздвиженке
Городская усадьба Разумовского — усадьба и парк в Басманном районе Москвы. При усадьбе на берегу Яузы разбит парк площадью ок. 40 га (охраняемая территория — 29 га). Усадебным храмом служила близлежащая Вознесенская церковь. В советское время на территории парка были устроены спортивные площадки. Ближайшие станции метро — «Курская» и «Бауманская».

## История

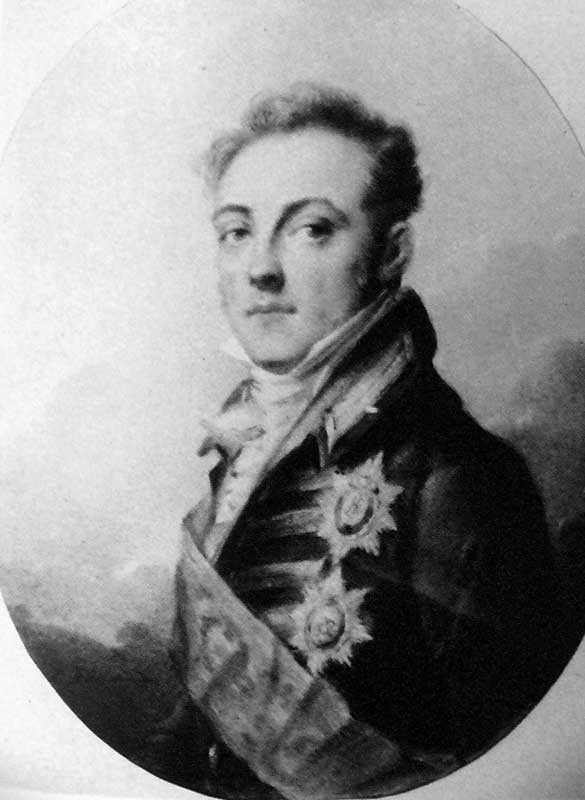
Граф Алексей Кириллович Разумовский.

Деревянный дворец возведен А. А. Менеласом для графа Алексея Кирилловича Разумовского в 1799—1802. Центральная часть дома сооружена из дерева, боковые двухэтажные флигели — из кирпича. В них сделаны арки-ворота, ведущие во дворы. Это яркий образец городского усадебного строительства эпохи классицизма. Широкое пространство двора, необходимого для разворота карет, отделяет основной корпус от улицы. Выразительно решена центральная входная часть: полукруглая ниша, переходящая вверху в полукупол, отделена легкими, изящными колоннами, оттеняющими её глубину. Строгого рисунка фронтон выразительно завершает композицию входа. Декор фасада изготовлен из дерева и гипса. Ранее лестницы были не сохранившимися декорированы львами и статуями, установленными в нишах.

Дом А. К. Разумовского был некогда окружен обширным парком. Этот парк, доходивший до реки Яузы, славился как «место, которое прелестью неискусственной природы заставляло бы его (посетителя) забывать, что он в городе». 

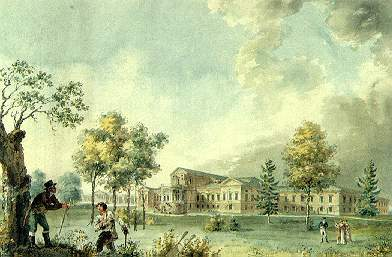
И. А. Иванов. Дом графа А. К. Разумовского на Гороховом поле в Москве (1809)

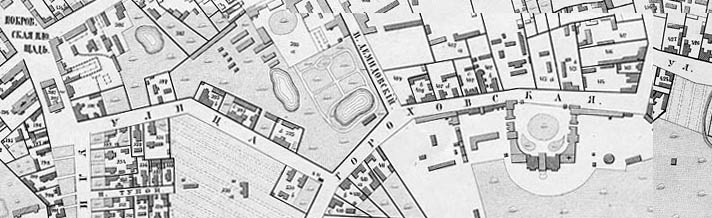
План усадьбы на карте улицы Гороховской (1852)

Осенью 1812 года при пожарах во время захвата Москвы армией Наполеона усадьба не пострадала, поскольку была временной резиденцией маршала Мюрата и её тщательно охраняли.
В 1816 году граф Разумовский вышел в отставку с поста министра народного просвещения и переехал в Москву. Дом графа Разумовского продолжал оставаться самым примечательным домом на улице. А. К. Разумовский летом давал для знати балы и гулянья в парке. В «Путеводителе по Москве» 1831 года указывалось, что на лугах парка для знатных гостей графа устраивался показательный сенокос, на котором крестьяне и крестьянки в праздничных одеждах косили и убирали сено, пели песни, а по окончании сенокоса и угощения танцевали и водили хороводы.
Слишком дорогостоящее содержание дворца и огромные долги тяготили графа, и несколько раз просил он императора Александра I купить имение за 850 тысяч рублей, из которых 800 тысяч сразу уходили на оплату долгов.
После смерти графа в 1822 году усадьба стала приходить в запустение. В 1826 году в коронацию Николая I в нём останавливалась вдовствующая императрица Мария Фёдоровна со своим двором. В 1827 году в одном из флигелей усадьбы жил польский поэт Адам Мицкевич. В 1829 году здесь поселили персидского принца Хозрев-Мирзу с посольством, приехавших извиняться за убийство Грибоедова.
Старший сын Разумовского Пётр, с давних пор живущий за границей, успел наделать столько долгов, что великолепную усадьбу вскоре пришлось продать за бесценок. В 1828 году её владельцем стал купец из Одессы М. Е. Юрков.

### Социальные учреждения
Через пять лет, в 1833 году, усадьбу выкупил Московский Опекунский совет (игравший тогда роль земельного банка) для размещения «приюта для призрения сирот обоего пола чиновников, умерших от холеры». С тех пор в продолжение почти всего XIX века в бывшем дворце находились всякого рода благотворительные и учебные учреждения. В 1834 году из приюта был создан Московский Александровский (Александринский) сиротский институт для детей обоего пола, называвшийся в обиходе «Разумовским пансионом».
В 1842 году комплекс усадьбы был расширен архитектором А. Г. Григорьевым. Во дворе усадьбы был организован парк, построены оранжереи и другие не сохранившиеся парковые сооружения. Тогда же открылось «малолетнее отделение Института обер-офицерских сирот», переименованное в Александринское сиротское малолетнее отделение.
Позже, в 1867 году, там же обосновались фельдшерская школа на 300 питомцев Воспитательного дома и богадельня на 100 престарелых женщин. Также в продолжение десяти лет, с 1876 по 1886, тут находилась учительская семинария, некоторое время отдавали здание внаём.
В 1882 году — малолетнее отделение Александровского сиротского дома, в 1884 году — малолетнее отделение Николаевского сиротского института.
С 1901 года в здании усадьбы поместилось «убежище государыни императрицы Марии Федоровны для заслуженных воспитательниц учреждений Императрицы Марии».

### Советский период
После Октябрьской революции собственность была экспроприирована советской властью.
29 мая 1918 года в бывшей усадьбе Разумовского по распоряжению Ленина был открыт Московский институт физической культуры. В здании разместились общежития и учебные аудитории для студентов. Пруды были засыпаны, вместо них устроены стадионы и спортплощадки.
В декабре 1920 года институт получил статус центрального института — Государственный центральный институт физической культуры (ГЦИФК).
В 1927 году в бывшем саду Разумовского на реке Яузе ещё сохранились остатки каменной беседки XVIII века. Доклад о ней читал в Московском археологическом обществе художник Аполлинарий Васнецов.
В октябре 1941 года институт был перевезен в Свердловск, где и продолжил работу до 1943 года. По возвращении в Москву (февраль 1943) 280 студентов и 51 преподаватель приступили к учёбе. При этом производился ремонт помещений, спортивных площадок, стадиона и гимнастических залов.
В 1945 году на кафедре теории и методики лыжного спорта была развернутая музейная экспозиция. Постепенно она переросла в «Лыжный музей», более 30 лет его главным хранителем был М.А. Аграновский.
Сам институт возобновил свою деятельность в 1946 году: были восстановлены педагогический и спортивный факультеты, возобновила набор школа тренеров, создавались научно-исследовательские кружки при кафедрах.
В 1968 году начался перевод института из здания усадьбы на улице Казакова в новое здание на Сиреневом бульваре. Однако к началу занятий окончательно были готовы только главный и спортивный корпуса. Кафедра анатомии длительное время оставалась в здании бывшей усадьбы, где располагался и анатомический музей, без которого невозможно было полноценное изучение этого предмета.
В период учёбы в старом и новом помещениях потребовалось организовать перевозку студентов к местам занятий на автобусах. Переезд в новое здание был окончательно завершен к середине 1970-х.
После владельцем стал ВНИИФК, началось превращение в сооружение, удобное для размещения лабораторий ВНИИФКа, а в центральной части главного дома соорудили баню-сауну для личного пользования руководства. Баня функционировала более 10 лет, за это время с фасада отлетела штукатурка, и начали разрушаться кирпичные стены.
При подготовке Москвы к Олимпиаде 1980 года дворец был включен в список олимпийских объектов и к концу 1979 года помещения были полностью освобождены. Начались строительные работы, которые нельзя было назвать реставрационными. К Олимпиаде не успели и работы были прекращены на долгие годы.
После 1980 года в здании усадьбы находились различные спортивные организации Госкомспорта СССР, главным из которых являлся ВНИИФК (Всесоюзный научно-исследовательский институт физической культуры).

### Постсоветский период

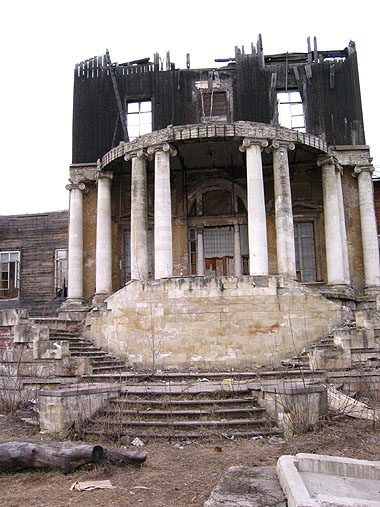
Состояние усадьбы в начале 2000-х годов

В начале 1990-х с созданием различных новых руководящих структур физкультуры и спорта в этих помещениях, наряду с ВНИИФКом, находился Национальный фонд спорта и его структуры.
Приблизительно с середины 1990-х Госкомитет по спорту стали уплотнять в связи с дальнейшим вселением в здание структур Академии Художеств. В начале 1999 года главное здание усадьбы было передано Российской академии художеств З. К. Церетели. Через несколько месяцев, в июле 1999 года, произошёл пожар, значительно повредивший часть главного здания.
С осени 2008 года в здании усадьбы располагается Министерство спорта, туризма и молодёжной политики Российской Федерации.
В 2008 году Музей физической культуры и спорта на территории усадьбы занимал три чердачные комнаты общей площадью 50 м². под офисные помещения. Музей переезжал в усадьбу под твёрдое обещание[что?] руководства Госкомспорта СССР передачи ему нескольких залов центральной части дворца Разумовских после их реконструкции и ремонта. Помещение № 2 на территории усадьбы, на которое претендует музей, в советские времена являлось столовой и актовым залом.
Реставрационные работы в главном здании усадьбы были завершены в ноябре 2015 года. В отреставрированных помещениях разместился Музей физической культуры и спорта (на площади 5000 м2). В оставшейся части здания располагаются кабинеты чиновников Минспорта.